# Grabaciones Accidentales
Grabaciones Accidentales (Grabaciones Accidentales, S.A., o, abreviado, GASA, o GG.AA.) es un sello discográfico español independiente fundado entre finales de 1981 y principios de 1982 por Paco Trinidad, el grupo Esclarecidos y miembros del grupo Décima Víctima.
Publicó, además de a los dos grupos dueños del sello, a Derribos Arias, Los Coyotes, Os Resentidos, Mar Otra Vez, La Dama se Esconde, Duncan Dhu y Seguridad Social, entre muchos otros.

## Historia
El proyecto de Grabaciones Accidentales surgió en Madrid hacia finales de 1981. El crítico musical Diego Manrique anunciaba el nacimiento del sello ya en diciembre de dicho año, explicando que «Grabaciones Accidentales S.A. es el nombre de una nueva compañía independiente, lúcida reacción contra la indiferencia / incapacidad de las nacionales. Comienzan con EP en pequeñas tiradas de la 10ª Víctima y los Esclarecidos; seguirán con singles variados ya que cada grupo será contratado por un disco (de ahí el nombre)».
Pero de hecho el sello «nació de la mano de Esclarecidos y Décima Víctima en marzo de 1982», con ayuda de Paco Trinidad (ex Ejecutivos Agresivos). En dicha fecha se publicaron las dos primeras referencias del sello, los primeros EP de Esclarecidos y Décima Víctima. Esto convertía a GASA en uno de los primeros sellos independientes españoles, siguiendo de cerca los recientes lanzamientos de DRO, Tic-Tac y otros pocos.
Aunque en un principio el sello fue creado para que los dos grupos fundadores autoeditaran sus discos, y con la idea de grabar solo ocasionalmente a otros grupos, sin embargo, los dos siguientes grupos que publicaron en el sello, Derribos Arias y Los Coyotes, continuaron editando su material en el sello durante más de un año. Durante 1982, solo los cuatro grupos mencionados editaron en GASA, siendo Derribos Arias el más exitoso de ellos.
En 1983, ampliaron su escudería publicando también discos de El Último Sueño y ...Oh!. La quiebra de la distribuidora Pancoca, junto al hecho de que no se cumplieran las expectativas de ventas del primer LP de Derribos Arias condujo a una importante crisis del sello, que se solucionó «al encargarse DRO de la distribución de su catálogo».
La relación entre los dos sellos terminaría por la absorción de GASA por DRO en 1984, lo que no significa que dejaran de editarse discos bajo el nombre de GASA. De esta época data el lanzamiento del que sería el más exitoso grupo del sello, Duncan Dhu, que en verano de 1985 lanzaron su primer sencillo, «Casablanca», comienzo de su espectacular ascenso. También a mediados de los años 1980 GASA comenzó a publicar material de grupos no españoles; por ejemplo, parte del catálogo del sello belga Les Disques Du Crépuscule.
En 1990, el grupo valenciano Seguridad Social entró en la escudería de grupos de GASA, publicando su quinto LP Introglicerina, primero de una serie de álbumes con GASA que supusieron la etapa más exitosa del grupo (sobre todo con el sencillo «Chiquilla» de 1991).
En enero de 1993, DRO-GASA, a causa de una nueva crisis, pasó a formar parte del grupo Warner Music, con lo que se cerraba la historia de dos de los más potentes sellos españoles independientes como tales. Sin embargo, ambos sellos, a pesar de pertenecer a Warner Music, tenían cierta autonomía dentro de la multinacional y siguieron publicando bajo los nombres de GASA y DRO.

## Primeras referencias del sello
- GA-001 Décima Víctima, EP El vacío (3/82).
- GA-002 Esclarecidos, EP Música para convenios colectivos (3/82).
- GA-003 Derribos Arias EP Vírgenes sangrantes (también llamado Branquias bajo el agua, c. 5/82)
- GA-004 Los Coyotes EP Extraño corte de pelo (c. 6/82).
- GA-005 Décima Víctima, EP Tan lejos (c. 9/82).
- GA-006 Derribos Arias, sencillo «A flúor» (11/82).
- GA-007 Décima Víctima, LP Décima víctima (c. 12/82).
- GA-008 Derribos Arias, maxisencillo «¿Quién hay?» / «A flúor« (1983).
- GA-009 El Último Sueño, sencillo Perdido en el túnel del tiempo (c. 1/83).
- GA-010 Esclarecidos, EP Pánico en la convención de farmacéuticos (11/82).
- GA 011 Décima Víctima, single Detrás de la mirada (1983)
- GA 012 Derribos Arias, single Aprenda alemán en 7 días (c. 6/83)
- GA-013 Derribos Arias, LP En la guía, en el listín (c. 6/83)
- GA-014 Los Coyotes, 12" EP Ella es tan extraña (c. 5/83).
- GA-015 Esclarecidos, single «Manila girls» (c. 6/83).
- GA-016 Esclarecidos, Mini LP Esclarecidos (c. 7/83).
- GA-017 Décima Víctima, maxisingle Un lugar en el pasado (verano de 1983).
- GA-018 Décima Víctima, sencillo Panorama esperanzador (c. 7/83).
- GA-019 ...Oh!, maxisingle Cristal (c. 7/83).
- GA 021 Los Coyotes, sencillo «Aquí estoy de nuevo» / «300 kg» (otoño de 1983).
- GA-022 El Último Sueño, sencillo «El silencio de los cisnes» (c. 8/84).
- GA-023 Esclarecidos, sencillo «Arponera» (8/84).
- GA-024 Derribos Arias / Iñaki Fernández, maxisingle «Disco pocho» / «Branquias bajo el agua» (6/84).
- GA-025 Derribos Arias, sencillo «Disco pocho» / «Lo que hay» (1984).
- GA-026 Décima Víctima, LP Un hombre solo (8/84).
- GA-027 Décima Víctima, sencillo «Un hombre solo» / «Sobre otra ruta» (1984).
- GA-033 Os Resentidos, LP Vigo capital Lisboa (12/84).
- GA-037 Soft Verdict / Wim Mertens LP Usura (1985)
- GA-039 Blaine L. Reininger, LP Night air. (Disco en solitario de un miembro de Tuxedomoon.)
- GA-040 Winston Tong, Theoretical China. (Disco en solitario de un miembro de Tuxedomoon.)
- GA-042 Mar Otra Vez, Mini LP Fiesta del diablo y el cerdo / No he olvidado cómo jugar embarrado (1985)
- GA-043 La Dama se Esconde, Mini LP Avestruces (6/1985)
- GA-044 La Dama se Esconde, sencillo "Un regalo" (6/85)
- GA-046 Duncan Dhu, sencillo «Casablanca» (c. 6/85).
- GA-047 Duncan Dhu, Mini LP Por tierras escocesas (1985).
- GA-049 Korta Zaharra, sencillo «Transit motion» / «Dive out» (1985)
- GA-050 La Dama se Esconde, sencillo "El gris" (09/85)
- GA-057 Esclarecidos, LP Esclarecidos 2 (1985)

## Enlaces
- Catálogo del sello (incompleto) en Discogs.com (consultado el 14 de julio de 2008).
- Artículo sobre Esclarecidos en Popdelos80.com (contiene información sobre GASA) (consultado el 14 de julio de 2008).
- Biografía de Décima Víctima (incluye información sobre GASA) (consultado el 14 de julio de 2008).

- Datos: Q5883821